# أم الكردان
أم الكردان هي قرية ريفية في إقليم طاطا ضمن جهة كلميم السمارة بالمغرب. كان مجموع عدد سكان البلدية أم الڭردان 3.988 نسمة يعيشون في 496 أسرة.(تعداد السكان الرسمي 2004)

## دواوير الجماعة
- أنغريف
- تورسولت

ام الكردان
اجباير
تزارت
العيون سيدي سليمان